# Kenji Nakada
Kenji Nakada (仲田 建二 Nakada Kenji?), född 4 oktober 1973 i Yamanashi prefektur, är en japansk före detta fotbollsspelare.
Nakada började sin karriär 1996 i Ventforet Kofu. Han spelade 228 ligamatcher för klubben. Han avslutade karriären 2005.